# Hrabî, Korosten
Hrabî (în ucraineană Граби) este un sat în comuna Meleni din raionul Korosten, regiunea Jîtomîr, Ucraina.

## Demografie
Componența lingvistică a localității Hrabî
     Ucraineană (96,15%)
     Rusă (2,4%)
     Alte limbi (0,96%)
Conform recensământului din 2001, majoritatea populației localității Hrabî era vorbitoare de ucraineană (96,15%), existând în minoritate și vorbitori de rusă (2,4%).